# Menedżeryzm
Menedżeryzm, manageryzm – stanowisko z zakresu socjologii i teorii organizacji, zgodnie z którym menadżerowie zajmują przewodnie miejsce w organizacjach czy w społeczeństwie. 
Menadżeryzm może być ujmowany normatywnie (menadżerowie powinni  pełnić przewodnią rolę w organizacjach) lub opisowo (sytuacja organizacyjna menadżerów uprzywilejowuje ich w dysponowaniu władzą, tworząc określone problemy organizacyjne).

## Teoria organizacji
W teorii organizacji menadżeryzm jest odbiciem dużej władzy w organizacji, którą dysponują menadżerowie. Menadżerowie muszą podejmować decyzje w oparciu o niepełne informacje, w sytuacji niepewności i dużej złożoności. Stąd też dużą rolę powinny odgrywać selekcja i szkolenia. Nieusuwalna swoboda w podejmowaniu decyzji, konieczność brania odpowiedzialności za działania i trudności w kontroli nad menadżerami decydują o wyjątkowości ich stanowiska. Rola menadżerów rosła w XX w., wraz z profesjonalizacją zarządzania organizacjami i rozpowszechnieniem się form organizacyjnych spółek, których własność oddzielona jest od zarządzania (kapitalizm korporacyjny). Szczególnie dużą i niezależną rolę menadżerowie pełnią w spółkach akcyjnych o dużym rozproszeniu udziałów i pasywności akcjonariuszy. Rosnąca samodzielność menadżerów i problem ich kontroli zauważone zostały już przez badaczy organizacji na początku XX wieku (Adolf Berle i Gardiner Means). 
Istnieje kilka odpowiedzi na problemy menadżeryzmu w organizacjach. Teoria agencji wskazuje na konieczność skutecznej kontroli właścicielskiej nad menadżerami (monitoring, wprowadzanie bodźców zbliżających ich perspektywę do perspektywy właścicielskie, wprowadzenie rady nadzorczej). Menadżerowie pozostawieni samym sobie mają tendencję do wytwarzania własnych interesów organizacyjnych, nadmiernego rozrostu i zróżnicowania kierowanych przez siebie organizacji, kosztem udziałowców zainteresowanych maksymalizacją zysków. 
W krytycznych studiach nad zarządzaniem menadżerowie traktowani są jako elita organizacyjna o własnych interesach  i tożsamości.  Są one wytwarzane i podtrzymywane przez proces ich szkolenia, a następnie racjonalizowane jako interesy organizacji. 
Zgodnie z teorią interesariuszy  właściciele kapitału są tylko jednymi z interesariuszy i wynagrodzenie ich wkładu nie powinno być jedynym celem działania przedsiębiorstwa. Interesy pracowników i szerszego społeczeństwa powinny być również brane pod uwagę przez menadżerów przy zarządzaniu przedsiębiorstwem.

## Teoria polityczna
Wzrost znaczenia menadżerów na początku XX wieku zaowocował także teorią polityczną (menadżeryzmem) wskazującą, że są oni klasą, która przejmie również władzę polityczną w państwach i stworzy nowy ustrój. W 1941 James Burnham opublikował książkę "Rewolucja menadżerska" (The Managerial Revolution), w której przedstawił analizę tendencji rozwojowych współczesnych mu społeczeństw i krytykę współczesnych ustrojów społeczno-politycznych (kapitalizmu, radzieckiego socjalizmu i faszyzmu).  We wszystkich społeczeństwach występują podobne tendencje: nacjonalizacja gospodarki, centralizacja władzy i ograniczenie praw jednostek, wzrost roli biurokracji i menadżerów. 